# Парламентские выборы во Франции (1919)
Парламентские выборы во Франции 1919 года в 12-й парламент Третьей республики проходили 16 и 30 ноября. Они стали первыми выборами в стране после Первой мировой войны. 
Впервые выборы осуществлялись по смешанной мажоритарно-пропорциональной системе, принятой 12 июля 1919 года, которая сменила систему выборов в 2 тура, работавшую с 1899 года. Места распределялись пропорционально между департаментами. Однако внутри департамента работала мажоритарная система и одна партия могла получить все места департамента, если набирала в нём более 50% голосов избирателей.

## Результаты

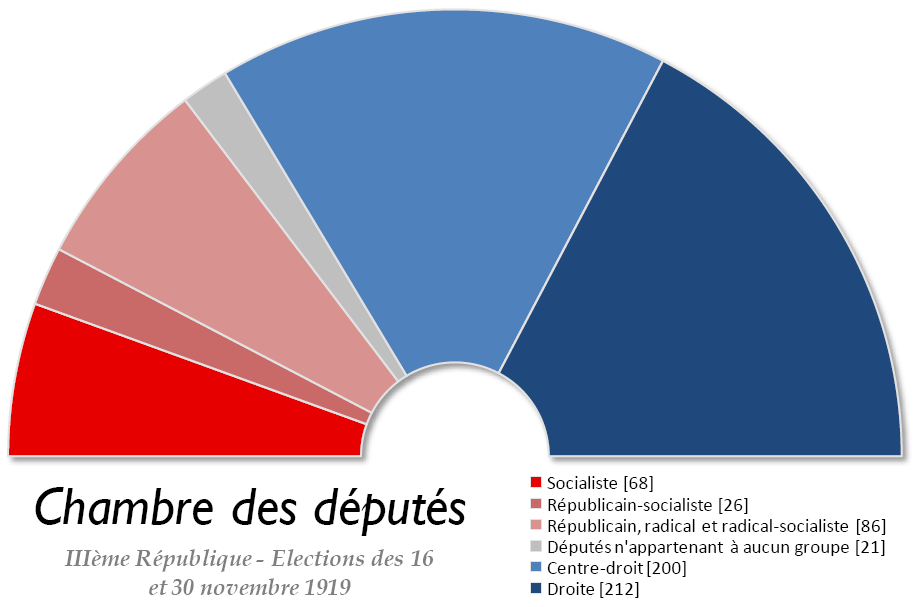
Состав французского парламента после выборов 1919 года.

Результаты выборов за исключением социалистов, которые значительно улучшили своё положение в парламенте, оказались очень запутанными. Радикалы в целом сдали свои позиции. Правый Национальный блок, наоборот, получил большое преимущество. Более того, победа правых на выборах 1919 года оказалась крупнейшей вплоть до выборов 1968 года. Это называли «синей волной» в связи с большим количеством (44%) военных — участников прошедшей войны. В новом парламенте 60% депутатов оказались впервые избранными.
| Направление          | Партия                                                                    | Партия | Места |
| -------------------- | ------------------------------------------------------------------------- | ------ | ----- |
| Левые                |                                                                           |        |       |
|                      | Французская секция Рабочего Интернационала (SFIO)                         | 68     |       |
| Левые центристы      |                                                                           |        |       |
|                      | Республиканская социалистическая партия (PRS)                             | 26     |       |
|                      | Республиканская, радикальная и радикально-социалистическая партия (PRRRS) | 86     |       |
| Правые центристы     |                                                                           |        |       |
|                      | Демократические республиканские левые                                     | 93     |       |
|                      | Республиканское и социальное действие (ARS)                               | 46     |       |
|                      | Левые республиканцы                                                       | 61     |       |
| Правые               |                                                                           |        |       |
|                      | Республиканский и демократический союз                                    | 183    |       |
|                      | Независимые                                                               | 29     |       |
| независимые депутаты |                                                                           |        |       |
| 21                   |                                                                           |        |       |
| Всего                | Всего                                                                     | Всего  | 613   |